# Рено Вандомский
Рено Вандомский (фр. Renaud de Vendôme; умер 6 января 1016) — французский государственный и церковный деятель.
Сын графа Вандома Бушара I.
Преданный сторонник Гуго Капета. В 989—996 годах — канцлер Франции (сменил на этом посту архиепископа Реймса Адальберона). С 991 года — епископ Парижа.
При сыне Гуго Капета короле Роберте I был смещён с должности канцлера и в значительной мере утратил своё влияние.
С 1005 года — граф Вандома (наследовал отцу).
Считается основателем поселений Прюнэ, Вильдьё, Ферьер, Монтодон и других.